# Leichtathletik-Länderkampf der Frauen 1963 BR Deutschland – USA
Im sechsten Vergleich des Länderkampfjahres 1963 traten auch die bundesdeutschen Frauen zu ihrem ersten Länderkampf der laufenden Saison an. Am 30. Juli trafen sie in Braunschweig zum zweiten Mal auf die USA. Die Begegnung im Vorjahr in Karlsruhe hatten die bundesdeutschen Leichtathletinnen für sich entschieden. Auch die bundesdeutschen Männer trugen an diesem Wochenende eine eigene Begegnung gegen die USA aus.

## Wettbewerbe und Modus
Auf dem Programm standen die bei Frauenländerkämpfen üblichen elf Wettbewerbe. Dazu gehörten alle olympischen Frauendisziplinen. Hinzu kam der 400-Meter-Lauf, der bei den Spielen des kommenden Jahres in Tokio olympisch wurde. Gewertet wurde sowohl in den Einzelwettbewerben als auch in der Staffel nach dem Standardsystem.

## Ergebnis
Auch in dieser Saison dominierten die Leichtathletinnen aus der Bundesrepublik Deutschland die Begegnung. Die US-Sportlerinnen waren nur bei den Sprüngen überlegen, die sie beide gewannen. In den Einzelläufen kam die Bundesrepublik zu vier Siegen bei einem Doppelerfolg gegenüber einem Sieg der USA. Auch die Staffel ging an Deutschland. Besonders dominant gestalteten die bundesdeutschen Vertreterinnen das Werfen und das Stoßen. In allen drei Wettbewerben dieses Bereichs verbuchten sie Doppelsiege, sodass am Ende ein klarer bundesdeutscher Länderkampfererfolg mit 71 zu 45 Punkten stand.

## Legende
Kurze Übersicht zur Bedeutung der Symbolik – so üblicherweise auch in sonstigen Veröffentlichungen verwendet:
| NMH | keine Höhe (No Mark)  |
| ogV | ohne gültigen Versuch |

## Resultate

### 100 m
| Platz | Athletin          | Land | Zeit (s) |
| ----- | ----------------- | ---- | -------- |
| 1     | Edith McGuire     | USA  | 11,6     |
| 2     | Jutta Heine       | FRG  | 11,7     |
| 3     | Wyomia Tyus       | USA  | 11,8     |
| 4     | Martha Pensberger | FRG  | 12,2     |

### 200 m
| Platz | Athletin       | Land | Zeit (s) |
| ----- | -------------- | ---- | -------- |
| 1     | Jutta Heine    | FRG  | 24,1     |
| 2     | Vivian Brown   | USA  | 24,6     |
| 3     | Johanna Gaiser | FRG  | 24,9     |
| 4     | Diana Wilson   | USA  | 25,1     |

### 400 m
| Platz | Athletin          | Land | Zeit (s) |
| ----- | ----------------- | ---- | -------- |
| 1     | Helga Henning     | FRG  | 54,6     |
| 2     | Suzanne Knott     | USA  | 56,3     |
| 3     | Myrtle Lowe       | USA  | 56,4     |
| 4     | Margarete Buscher | FRG  | 57,0     |

### 800 m
| Platz | Athletin        | Land | Zeit (min) |
| ----- | --------------- | ---- | ---------- |
| 1     | Anita Wörner    | FRG  | 2:09,2     |
| 2     | Sandra Knott    | USA  | 2:09,7     |
| 3     | Uta Hemprich    | FRG  | 2:11,1     |
| 4     | Cynthia Hegarty | USA  | 2:13,3     |

### 80 m Hürden
| Platz | Athletin     | Land | Zeit (s) |
| ----- | ------------ | ---- | -------- |
| 1     | Erika Fisch  | FRG  | 10,8     |
| 2     | Inge Schell  | FRG  | 10,8     |
| 3     | Tamara Davis | USA  | 11,0     |
| 4     | Rosie Bonds  | USA  | 11,4     |

### 4 × 100 m Staffel
| Platz | Besetzung      | Land                                                       | Zeit (s) |
| ----- | -------------- | ---------------------------------------------------------- | -------- |
| 1     | BR Deutschland | Erika Fisch Martha Pensberger Renate Bronnsack Jutta Heine | 45,9     |
| 2     | USA            | Willye White Edith McGuire Diana Wilson Vivian Brown       | 45,9     |

### Hochsprung
| Platz | Athletin              | Land | Höhe (m) |
| ----- | --------------------- | ---- | -------- |
| 1     | Eleanor Montgomery    | USA  | 1,71     |
| 2     | Heidemarie Hummel     | FRG  | 1,65     |
| 3     | Marlene Schmitz-Portz | FRG  | 1,60     |
| NMH   | Estelle Baskerville   | USA  | ogV      |

### Weitsprung
| Platz | Athletin           | Land | Weite (m) |
| ----- | ------------------ | ---- | --------- |
| 1     | Willye White       | USA  | 6,34      |
| 2     | Helga Hoffmann     | FRG  | 6,12      |
| 3     | Liesel Luxenburger | FRG  | 5,98      |
| 4     | Pat Daniels        | USA  | 5,21      |

### Kugelstoßen
| Platz | Athletin        | Land | Weite (m) |
| ----- | --------------- | ---- | --------- |
| 1     | Marlene Klein   | FRG  | 15,64     |
| 2     | Sigrun Kofink   | FRG  | 15,43     |
| 3     | Sharon Sheppard | USA  | 13,95     |
| 4     | Cynthia Wyatt   | USA  | 13,69     |

### Diskuswurf
| Platz | Athletin           | Land | Weite (m) |
| ----- | ------------------ | ---- | --------- |
| 1     | Kriemhild Hausmann | FRG  | 50,92     |
| 2     | Marlene Klein      | FRG  | 48,37     |
| 3     | Sharon Sheppard    | USA  | 45.00     |
| 4     | Cynthia Wyatt      | USA  | 44,38     |

### Speerwurf
| Platz | Athletin           | Land | Weite (m) |
| ----- | ------------------ | ---- | --------- |
| 1     | Anneliese Gerhards | FRG  | 53,11     |
| 2     | Almut Brömmel      | FRG  | 50,95     |
| 3     | Frances Davenport  | USA  | 50,30     |
| 4     | RaNae Bair         | USA  | 48,72     |